# Riemann-féle zéta-függvény
A Riemann-féle zéta-függvény  a számelmélet, ezen belül az analitikus számelmélet legfontosabb komplex változós függvénye. Különböző tulajdonságai szorosan összefüggenek a prímszámok eloszlásának kérdéseivel. A nemtriviális zérushelyeire vonatkozó Riemann-sejtés sokak szerint a matematika legfontosabb megoldatlan problémája.

## Definíció
A Riemann-féle ζ(s) függvényt a
{\displaystyle \zeta (s)=\sum _{n=1}^{\infty }{\frac {1}{n^{s}}}}
Dirichlet-sorral definiáljuk ott, ahol ez konvergens, azaz az 1-nél nagyobb valós résszel rendelkező komplex s értékekre. (Az analitikus számelméletben a komplex számokat hagyományosan s=σ+it alakban írják.)
ζ(s) analitikus folytatással az egész síkon meromorf függvénnyé terjeszthető ki, az alábbi módon:
{\displaystyle \zeta (s)=2^{s}\pi ^{s-1}\ \sin \left({\frac {\pi s}{2}}\right)\ \Gamma (1-s)\ \zeta (1-s)\!,}
Aminek egyetlen elsőrendű pólusa 1-ben van, az s=-2, -4, … ( ahol a szinusz nulla, és a gamma-függvény véges értéket vesz fel) helyeken zérushelyei vannak, továbbá végtelen sok zérushelye van a {\displaystyle 0\leq \sigma \leq 1} sávban. Ez az úgynevezett kritikus sáv.

## A függvény értékei egész helyeken
A zéta-függvény értékeit pozitív, páros helyeken Euler határozta meg:
ahol {\displaystyle B_{n}} az n-edik Bernoulli-szám.
Speciálisan adódik a híres
formula, aminek meghatározása sokak hiábavaló próbalkozása után, először Eulernek sikerült (ez volt az úgynevezett Basel-probléma). Ismert továbbá, hogy {\displaystyle \zeta (2n)} {\displaystyle \pi ^{2n}} racionális többszöröse.
A {\displaystyle \zeta (3),\zeta (5),\zeta (7),\dots } értékekről sokkal kevesebbet tudunk. Hosszú ideig az is ismeretlen volt, hogy {\displaystyle \zeta (3)} irracionális szám-e. Ezt végül 1978-ban Apéry bizonyította be. 2001-ben Keith Ball és Tanguy Rivoal igazolta, hogy a Q feletti, {\displaystyle \zeta (3),\zeta (5),\dots } által generált vektortér végtelendimenziós. 2002-ben Rivoal bebizonyította, hogy {\displaystyle \zeta (5),\zeta (7),\dots ,\zeta (21)} valamelyike irracionális. Ezt V. Zudilin megjavította arra az eredményre, hogy {\displaystyle \zeta (5),\zeta (7),\zeta (9),\zeta (11)} valamelyike irracionális. Bizonyított még, hogy {\displaystyle \zeta (2n+1)}végtelen sok helyen irracionális.

## Euler heurisztikája
A {\displaystyle \zeta }-függvény nempozitív egész helyein felvett értékei a következőképpen adhatók meg:
{\displaystyle \zeta (0)=-{\frac {1}{2}}} és {\displaystyle \zeta (1-k)=-{\frac {B_{k}}{k}}\quad (k=2,3,\dots )}.
Érdekes módon az utóbbi értékeket Euler heurisztikus módon meghatározta. A {\displaystyle \zeta (-1)}-re vonatkozó okoskodása, azaz {\displaystyle 1+2+3+\cdots =-{\frac {1}{12}}} „igazolása” a következő volt:
Legyen {\displaystyle x=1-1+1-1+1\cdots }. Ezt egy taggal eltolva {\displaystyle x=0+1-1+1-1+\cdots } adódik. A két sort tagról tagra összeadva {\displaystyle 2x=1}-et kapunk, azaz {\displaystyle x={\frac {1}{2}}}. Hasonlóan legyen {\displaystyle y=1-2+3-4+\cdots }. Ismét eltolva: {\displaystyle y=0+1-2+3-4+\cdots }. Megint tagonként összeadva a két sort, azt kapjuk, hogy
{\displaystyle 2y=1-1+1-1+\cdots =x={\frac {1}{2}}}, azaz {\displaystyle y={\frac {1}{4}}}. Legyen végül {\displaystyle z=1+2+3+\cdots }. Ekkor {\displaystyle z=y+4z}, mivel az {\displaystyle 1-2+3-4+\cdots } sorból az {\displaystyle 1+2+3+\cdots } sort úgy kaphatjuk, hogy a páros sorszámú tagokhoz rendre hozzáadjuk a sor {\displaystyle 4+8+12+\cdots =4(1+2+3+\cdots )} tagjait. Innen {\displaystyle z=-{\frac {y}{3}}=-{\frac {1}{12}}} adódik.

## Kapcsolat a prímszámok eloszlásával
Már Euler felfedezte a
{\displaystyle {\begin{aligned}\zeta (s)&=\prod _{p}{\frac {1}{1-p^{-s}}}\\&=\left(1+{\frac {1}{2^{s}}}+{\frac {1}{4^{s}}}+{\frac {1}{8^{s}}}+\dots \right)\cdot \left(1+{\frac {1}{3^{s}}}+{\frac {1}{9^{s}}}+{\frac {1}{27^{s}}}+\dots \right)\cdots \end{aligned}}}
szorzatelőállítást, ami konvergens minden olyan s=σ+ti alakú komplex számra, ahol σ>1. Itt a p változó a prímszámokon fut végig.
Valóban, ha a jobb oldali összegeket kiszorozzuk, akkor, a számelmélet alaptételének értelmében minden {\displaystyle 1/n^{s}} alakú tagot megkapunk, éspedig pontosan egyszer. Az átrendezés jogosságát az adja, hogy a feltétel miatt a szereplő sor abszolút konvergens.

## A függvényegyenlet
A függvényegyenlet összekapcsolja a függvény értékeit az s és az 1-s helyeken.
Vezessük be a
függvényt. A {\displaystyle \xi (s)} függvény az egész komplex számsíkon analitikus és csak a kritikus sávban vannak zérushelyei (amelyek azonosak a zéta-függvény zérushelyeivel). Ekkor {\displaystyle \xi (s)=\xi (1-s)} teljesül.
A függvényegyenlet aszimmetrikus formája:
A {\displaystyle \xi (s)} függvény Weierstrass-féle szorzatelőállítása:
ahol {\displaystyle \rho } végigfut {\displaystyle \zeta (s)} nemtriviális gyökein.

## A gyökök kapcsolata a prímszámok eloszlásával
A gyökök közvetlen kapcsolatba hozhatók a prímszámok eloszlásával a következő képlettel:
ahol {\displaystyle \rho } a nemtriviális gyökökön fut végig és
ahol {\displaystyle \Lambda (n)} a von Mangoldt-függvény, azaz {\displaystyle \Lambda (n)=\log p}, ha {\displaystyle n=p^{\alpha }}, egyébként 0. Mivel {\displaystyle \psi (x)} a prímhatvány helyeken ugrik, a fenti képlet ezekre a számokra csak azzal a korrekcióval igaz, hogy ilyen x esetén az utolsó tag {\displaystyle \Lambda (x)} helyett {\displaystyle \Lambda (x)/2}. Egyszerű okoskodással belátható, hogy {\displaystyle \psi (x)} minél közelebb van {\displaystyle x}-hez, annál közelebb van {\displaystyle \pi (x)} {\displaystyle {\text{Li}}(x)}-hez. Így például ψ(x)∼x ekvivalens π(x)∼Li(x)-szel, azaz a prímszámtétellel. A jobb oldalon szereplő {\displaystyle x^{\rho }/\rho } tagok {\displaystyle \rho =\alpha +it} esetén így alakíthatók: {\displaystyle x^{\alpha }e^{it\log x}/\rho } tehát abszolút értékük kb {\displaystyle x^{\alpha }}. Minél közelebb van a nemtriviális gyökök valós része ½-hez, annál közelebb van {\displaystyle \psi (x)} {\displaystyle x}-hez. Konkrétan ψ(x)∼x ekvivalens azzal, hogy nincs {\displaystyle 1+it} alakú gyök és ha {\displaystyle 1/2\leq \alpha <1} olyan szám amire igaz, hogy minden gyök valós része legfeljebb {\displaystyle \alpha }, akkor {\displaystyle \psi (x)=x+O(x^{\alpha }\log ^{2}x)} és így {\displaystyle \pi (x)={\text{Li}}(x)+O(x^{\alpha }\log x)}.

## A gyökök eloszlása
A ζ-függvénynek végtelen sok zérushelye van a kritikus sávban. Riemann sejtette, hogy a {\displaystyle 0\leq \sigma \leq 1}, {\displaystyle 0\leq t\leq T} téglalapban a zérushelyek száma
Ezt von Mangoldt 1895-ben gyengébb hibataggal, majd 1905-ben ezzel a hibataggal bizonyította.
1899-ben de la Vallée Poussin igazolta, hogy nincs zérushely a
tartományban. Ezt Littlewood 1922-ben a
tartományra, majd 1958-ban Korobov és Vinogradov a
tartományra javította ({\displaystyle \varepsilon >0}, tetszőleges).